# L'Affaire du collier de la reine
L'Affaire du collier de la reine è un cortometraggio muto del 1912 diretto da Camille de Morlhon.

## Produzione
Il film fu prodotto dalla Pathé Frères con il nome Série d'Art Pathé Frères (SAPF).

## Distribuzione
Distribuito dalla Pathé Frères, uscì nelle sale cinematografiche francesi nel 1991. Fu presentato anche negli Stati Uniti dove prese il nome The Queen's Necklace